# Guerras otomanas en Europa

Máxima extensión del Imperio otomano (1683).

Las guerras del Imperio otomano en Europa, también conocidas como guerras otomanas o guerras turcas, en particular en antiguos textos europeos, fueron una serie de conflictos militares entre el Imperio otomano y diversos Estados europeos desde la Baja Edad Media hasta comienzos del siglo XX. Los primeros conflictos comenzaron durante las guerras bizantino-otomanas, libradas en Anatolia a finales del siglo XIII, antes de entrar en Europa a mediados del siglo XIV con las guerras búlgaro-otomanas. A mediados del siglo XV se produjeron las guerras otomano-serbias y otomano-albanesas. Gran parte de este periodo se caracterizó por la expansión otomana en los Balcanes. En los siglos XV y XVI, el Imperio otomano realizó nuevos avances en Europa Central, que culminaron en el apogeo de las reivindicaciones territoriales otomanas en Europa.
Las guerras otomano-venecianas duraron cuatro siglos, desde 1423 hasta 1718. Este periodo fue testigo de la caída de Negroponte en 1470, el asedio de Malta en 1565, la caída de Famagusta (Chipre) en 1571, la derrota de la flota otomana en la batalla de Lepanto en 1571 (para ese momento la mayor batalla naval de la historia), la caída de Candía (Creta) en 1669, la reconquista veneciana de Morea (Peloponeso) en la década de 1680 y su pérdida de nuevo en 1715. La isla de Corfú, bajo dominio veneciano, fue la única isla griega no conquistada por los otomanos.
A finales del siglo XVII, las potencias europeas empezaron a consolidarse contra los otomanos y formaron la Liga Santa, revirtiendo una serie de conquistas territoriales otomanas durante la Gran Guerra Turca de 1683 a 1699. No obstante, ejércitos otomanos fueron capaces de resistir a sus rivales europeos hasta la segunda mitad del siglo XVIII.
En el siglo XIX, los otomanos se enfrentaron a la insurrección de sus súbditos serbios (1804-1817), griegos (1821-1832) y rumanos (1877-78). Esto ocurrió junto con las guerras ruso-turcas, que desestabilizaron aún más el imperio. El retroceso final del dominio otomano comenzó con la Primera guerra de los Balcanes (1912-1913) y culminó con la firma del Tratado de Sèvres tras la Primera Guerra Mundial, que condujo a la partición del Imperio otomano.

## Ascenso de los otomanos (1299-1453)
Tras asestar un golpe al debilitado Imperio bizantino en 1356 que le permitió obtener una base territorial para sus operaciones militares en Europa, el Imperio otomano comenzó su expansión hacia el oeste en el continente europeo a mediados del siglo XIV. Su primer gran enemigo fue el Imperio serbio, de reciente creación, al que venció en una serie de campañas entre las que destacó la de la batalla de Kosovo de 1389, en la que murieron los jefes de los dos ejércitos, y que alcanzó un papel principal en el folclore serbio como batalla épica que marcó la decadencia de Serbia. 
El Imperio otomano conquistó también las tierras del Segundo Imperio Búlgaro: la mitad meridional (Tracia) en 1371 (batalla de Maritsa); Sofía en 1382; la entonces capital, Tarnovgrad, en 1393; el resto del norte después de la batalla de Nicópolis de 1396, con excepción de Vidin, que cayó en 1422; Albania en 1385 (batalla de Savra) y nuevamente en 1480; Constantinopla en 1453, después de la batalla de Varna y la segunda batalla de Kosovo.
También se apoderó de Grecia en 1460; de Serbia, en 1459 y, después de la reconquista parcial de Hungría en 1480, de nuevo en 1499; de Bosnia, en 1463 (la parte noroeste solo hacia 1527 y Bihać en 1592); y Herzegovina, en 1482.

## Expansión (1453-1683)
La derrota de 1456 en el Asedio de Nándorfehérvár (Belgrado) detuvo la expansión otomana en la Europa católica durante setenta años, aunque durante un año (1480-1481) los otomanos dominaron el puerto italiano de Otranto. En 1493 el ejército otomano atacó con éxito Croacia y Estiria.

### Resistencia albanesa
Los otomanos se enfrentaron a una feroz resistencia por parte de los montañeses albaneses, que se reunieron en torno a su caudillo Gjergj Kastriot, descendiente de un noble feudal, y lograron defenderse de los ataques otomanos durante más de treinta años. Albania fue uno de los dos puntos de oposición a la expansión otomana en la Europa del Este después de la batalla de Kosovo en 1389. Se ha argumentado que su resistencia detuvo el avance otomano a lo largo del flanco oriental de la civilización occidental y salvó a la península italiana de la conquista otomana. El sultán Mehmet II murió en 1481, apenas dos años después del fin de la resistencia albanesa y uno después de emprender la campaña de Italia.

### Conquista de Bosnia
La conquista otomana de Bosnia y Herzegovina fue un proceso que comenzó aproximadamente en 1386, cuando se produjeron los primeros ataques del Imperio otomano al Reino de Bosnia (1377-1463). Fueron derrotados por las fuerzas bosnias en la batalla de Bilecha, siendo luego obligados a retirarse. El ejército bosnio participó en la batalla de Kosovo (1389), pero fue vencido por las tropas otomanas. Después de la caída de Serbia, los turcos lanzaron varias ofensivas contra el reino de Bosnia.
La primera presencia permanente de los ejércitos otomanos en Bosnia se estableció en 1414, después de que la región cerca de Donji Vakuf fuera capturada. En el período comprendido entre 1414 y 1418, el Imperio otomano conquistó las ciudades de Foča, Pljevlja, Čajniče y Nevesinje. Durante el mismo año fueron capturadas también Višegrad y Sokol. En 1415, el noble Sandalj Hranić, que controlaba la actual Herzegovina oriental, se convirtió en vasallo otomano. Al final de ese período, en la década de 1460, el territorio del Reino de Bosnia se había reducido significativamente, controlando  el Imperio otomano la totalidad de la actual Bosnia oriental, hasta el norte de Šamac, y el noble bosnio Esteban Vukčić Kosača gobernando toda la actual Herzegovina hasta el norte de Glamoč.

### Croacia
Tras la caída del reino de Bosnia en manos otomanas en 1463, las partes sur y central del reino de Croacia quedaron desprotegidas. Su defensa estaba a cargo de nobles croatas que mantenían contingentes reducidos de tropas a sus expensas en las zonas fronterizas. Los otomanos, mientras tanto, llegaron al río Neretva y, tras la conquista de Herzegovina en 1482, invadieron Croacia, evitando hábilmente las ciudades fronterizas fortificadas. La decisiva victoria otomana en la batalla del campo de Corvabia, el 9 de septiembre de 1493, conmocionó a todo el país. Sin embargo, no disuadió a los croatas de seguir defendiéndose persistentemente contra los ataques de un enemigo muy superior en número. Al cabo de más de cien años de resistencia croata, la victoria en la batalla de Sisak marcó el final del dominio otomano. La expulsión de los turcos, que se habían recluido en Petrinja, por el ejército del virrey en 1595, selló el signo de la guerra.

### Ocupación de Hungría
El Reino de Hungría, que en su momento abarcaba desde Croacia en el oeste hasta Transilvania en el este, fue también gravemente amenazado por el avance otomano. Los orígenes de la debilidad húngara que ponía en riesgo el reino ante las ofensivas otomanas se remontan a la caída de la dinastía gobernante de Árpád y su sustitución posterior con los reyes angevinos y jagellones. Después de una serie de batallas de resultado diverso que se prolongó a lo largo de ciento setenta y seis años, el reino se desmoronó finalmente en la batalla de Mohács de 1526 y gran parte de él quedó bajo control otomano (la Ocupación Turca de 150 años, como se le llama en Hungría, se prolongó hasta finales de 1600, aunque partes del reino estuvieron ocupadas desde 1421 hasta 1718).

### Resistencia serbia
Como resultado de las fuertes pérdidas causadas por los otomanos en la batalla de Maritsa en 1371, el Imperio serbio se había disuelto en principados. Se libró la batalla de Kosovo en 1389, durante la cual las fuerzas serbias fueron aniquiladas de nuevo. A lo largo de los siglos XV y XVI, tuvieron lugar constantes luchas entre los diversos reinos de Serbia, por un lado, y el Imperio otomano, por el otro. El punto de inflexión fue la caída de Constantinopla en manos de los turcos. En 1459, tras el asedio, cayó la capital «temporal» serbia de Smederevo. Montenegro fue invadido en 1499. Belgrado fue la última ciudad importante en los Balcanes que resistió los ataques turcos. Los serbios, húngaros y cruzados europeos derrotaron a los turcos en el sitio de Belgrado de 1456. Después de repeler los ataques otomanos durante más de setenta años, la ciudad cayó finalmente en 1521, junto con la mayor parte del Reino de Hungría, y el Despotado de Serbia se rindió finalmente en 1540, con lo que concluyó la ocupación turca de los territorios serbios.

### 1423-1503: guerras con Venecia
El Imperio otomano comenzó las campañas navales antes de 1423, cuando se libró una guerra de siete años con la república de Venecia por el control sobre los mares Egeo y Adriático. El conflicto con Venecia se reanudó en 1463 y finalizó con un tratado de paz ventajoso para los turcos firmado en 1479. En 1480, liberados del obstáculo que suponía la armada veneciana, los otomanos sitiaron Rodas y capturaron Otranto. Las hostilidades se reanudaron en 1499 y perduraron hasta 1503. En 1500, una coalición hispano-veneciana comandada por el Gran Capitán expulsó a los turcos de Cefalonia, lo que puso fin temporalmente a la ofensiva otomana contra los territorios orientales venecianos.

### 1462-1483: campañas de Valaquia y Moldavia
En 1462, Mehmed II fue obligado a retirarse por el príncipe de Valaquia Vlad III Drácula tras el famoso ataque nocturno del 17 de junio. Sin embargo, Vlad fue encarcelado por el rey húngaro Matías Corvino. Este hecho causó indignación entre muchos personajes influyentes de Hungría y admiradores occidentales del éxito de Vlad en la batalla contra el Imperio otomano, y el temprano reconocimiento de la amenaza que representaba, incluidos los miembros de la Curia Romana. Debido a esto, Matías le concedió el estatuto de prisionero distinguido. Drácula fue liberado a finales de 1475 y enviado con un ejército de soldados húngaros y serbios para recuperar Bosnia de los otomanos. Derrotó a las fuerzas otomanas y obtuvo su primera victoria contra el Imperio otomano. Tras esta victoria, las fuerzas otomanas en 1476 entraron en Valaquia al mando de Mehmed II.[cita requerida] Durante la guerra, Vlad fue muerto y, según algunas fuentes, su cabeza fue enviada a Constantinopla para desalentar futuras rebeliones.
El avance turco se interrumpió temporalmente por la victoria de Esteban el Grande de Moldavia sobre Mehmed II en la batalla de Vaslui en 1475. Al año siguiente, Esteban fue derrotado en la batalla de Valea Albă, aunque los otomanos tuvieron que replegarse al no poder conquistar ninguna fortaleza. Esteban buscó ayuda europea contra los turcos pero, a pesar de haber «cortado la mano derecha del infiel», como escribió en una carta, sus intentos fueron vanos.
En 1482, Bosnia fue incorporada por completo al Imperio otomano. 

### 1526-1566: Ataque al reino de Hungría
Después de la batalla de Mohács, solo la parte suroeste del Reino de Hungría fue conquistada, pero el avance otomano continuó con varias campañas menores y grandes invasiones durante el verano (las tropas regresaban al sur de los Balcanes antes del invierno) entre 1526 y 1556. En 1529, montaron su primer ataque importante contra la monarquía de los Habsburgo (con un máximo de trescientos mil soldados según recuentos antiguos, cien mil según investigaciones más recientes), en un intento por conquistar la ciudad de Viena (véase Sitio de Viena). En 1532, la guarnición (ochocientos defensores) de Kőszeg, en el oeste de Hungría, repelió otro ataque contra Viena en el que participaron de sesenta mil soldados otomanos.
Las tropas invasoras fueron contenidas antes de que llegara el invierno y el Imperio Habsburgo hubiera logrado reunir un ejército de ochenta mil hombres en Viena. Las tropas otomanas regresaron a sus territorios atravesando Estiria, saqueando el país a su paso.
Mientras esto sucedía, en 1538, el Imperio otomano invadió Moldavia. En 1541, los otomanos tomaron Buda y Pest (ciudades que hoy en día forman la capital de Hungría, Budapest) durante otra campaña en Hungría con un truco que evitó derramamientos de sangre: luego de concluir las negociaciones de paz con un acuerdo, las tropas entraron por las puertas abiertas de Buda en la noche. En represalia a un contraataque austriaco fallido en 1542, la conquista de la parte occidental de Hungría central se completó en la campaña de 1543, que tomó la más importante excapital real de Székesfehérvár y la antigua sede del cardenal, Esztergom. Sin embargo, el ejército de 35-40 000 hombres de Suleimán no fue suficiente para lanzar otro ataque contra Viena. Los imperios habsburgo y otomano firmaron una tregua temporal en 1547, pero esta fue rota por los Habsburgo poco tiempo después.
En la campaña de 1552 participaron gran número de hombres, pero los otomanos no lograron éxitos destacables. Dos ejércitos otomanos invadieron la Hungría oriental y alcanzaron la segunda línea de castillos (végvár), levantada en su día contra una posible nueva invasión mongola. Esta sección de la frontera permaneció estable a partir de entonces. Para los húngaros, la campaña fue un compendio de graves pérdidas y algunas victorias intrascendentes que, sin embargo, se celebraron en la cultura popular, como la resistencia numantina de Drégely —en el que la guarnición de 146 hombres resistió hasta la muerte— y el asedio de Eger. Este último, un importante castillo fronterizo en mal estado y aislado pero con una dotación de unos dos mil hombres, tuvo que enfrentarse a dos ejércitos otomanos —con un total de ciento cincuenta mil hombres según los cálculos antiguos y entre sesenta y setenta y cinco mil según los más modernos—. La fortaleza resistió durante cinco semanas antes de que los otomanos decidieran levantar el sitio —el castillo terminó cayendo en sus manos en 1596—.
La campaña de 1556 impuso la influencia otomana a Transilvania, dominada temporalmente por los Habsburgo. En el oeste, por el contrario, los otomanos no lograron avances significativos y trataron de nuevo infructuosamente de tomar el castillo fronterizo húngaro de Szigetvár.
Entre 1566 y 1568 tuvo lugar una nueva guerra entre otomanos y austriacos por el control del territorio húngaro. Durante la batalla de Szigetvar, el tercer intento de tomar la fortaleza, los otomanos finalmente se alzaron con la victoria. La muerte del anciano sultán, sin embargo, frenó temporalmente el avance hacia Viena.

### 1522-1573: Rodas, Malta y la Liga Santa
Las fuerzas otomanas invadieron y capturaron la isla de Rodas en 1522, después de dos intentos anteriores (véase sitio de Rodas). Los Caballeros de Rodas fueron desterrados a Malta, que a su vez fue sitiada en 1565.
Después de tres meses de lucha intensa entre un ejército otomano de alrededor de 65.000 frente a 2.000 malteses y 500 Caballeros, los otomanos no lograron conquistar Malta, a causa de graves pérdidas sufridas, entre ellos uno de los generales más famosos entre los corsarios musulmanes de la época, Dragut, y fueron rechazados. De haber sucumbido Malta, Sicilia y la Italia continental podrían haber caído bajo la amenaza de una invasión otomana. La victoria de Malta durante este evento, que es hoy en día conocida como el Gran Sitio de Malta, cambió la situación y detuvo la expansión hacia el oeste del Imperio Otomano. También marcó la importancia de los Caballeros de San Juan y su presencia relevante en Malta para ayudar a la cristiandad en la defensa contra los ataques musulmanes.
Malta fue la primera de dos derrotas sufridas por Solimán el Magnífico, el gran sultán de los otomanos.
Las victorias navales otomanas de este período fueron en la batalla de Preveza (1538) y la Batalla de Djerba (1560).
La campaña en el Mediterráneo, que duró desde 1570 hasta 1573, fue resultado de la invasión y la ocupación otomana de Chipre. Una Liga Santa de Venecia, los Estados Pontificios, España, los Caballeros de San Juan en Malta y en un principio Portugal se formó contra el Imperio otomano durante este período. La victoria de la Liga en la batalla de Lepanto terminó con el predominio otomano en el mar.

### 1593-1669: Austria, Venecia y Valaquia
- La guerra Larga (guerras otomanas) (un conflicto de quince años con Austria, 1593–1606) que acabó con el equilibrio entre las dos potencias.
- Guerra con Venecia 1645–1669 y conquista de Creta (véase Guerra de Candía), aunque pierde Klis y Makarska en Dalmacia.[17]
- Guerras austro-turcas
- Campaña de Miguel el Valiente contra el Imperio otomano (1593-1601).

### 1620-1621: Polonia
El ejército polaco se adentró en Moldavia y fue derrotado en la batalla de Cecora. Al año siguiente, los polacos repelieron la invasión turca en la batalla de Jotín. La frontera entre la mancomunidad polaco-lituana y el Imperio otomano permanecería tranquila hasta los enfrentamientos de 1633 y 1634.

### 1657-1683: Fin de las guerras con los Habsburgo
En 1657, Transilvania, la parte oriental del antiguo reino de Hungría que, después de 1526 había ganado la semiindependencia pagando tributo al Imperio otomano, se sintió lo suficientemente fuerte como para atacar a los tártaros (entonces vasallos del Imperio) al este, y más tarde el Imperio Otomano, que salió en defensa de los tártaros. La guerra continuó hasta 1662 y terminó en derrota para los húngaros. La parte occidental del reino de Hungría (Partium) fue anexada y puesta bajo control directo de los otomanos en lo que fue la mayor extensión territorial del Imperio Otomano en el antiguo Reino de Hungría.
Hubo otra campaña contra Austria entre 1663 y 1664. Los turcos fueron vencidos en la batalla de San Gotardo el 1 de agosto de 1664 por Raimondo Montecuccoli y obligados a firmar la Paz de Vasvár con Austria, vigente hasta 1683.

### 1672-1676: Polonia
Polonia, un año después de haber rechazado una invasión tártara, tuvo que hacer frente al Imperio otomano. Juan III Sobieski adquirió con sus victorias fama de gran militar.

### 1683-1699: La Gran Guerra Turca, pérdida de Hungría y Morea

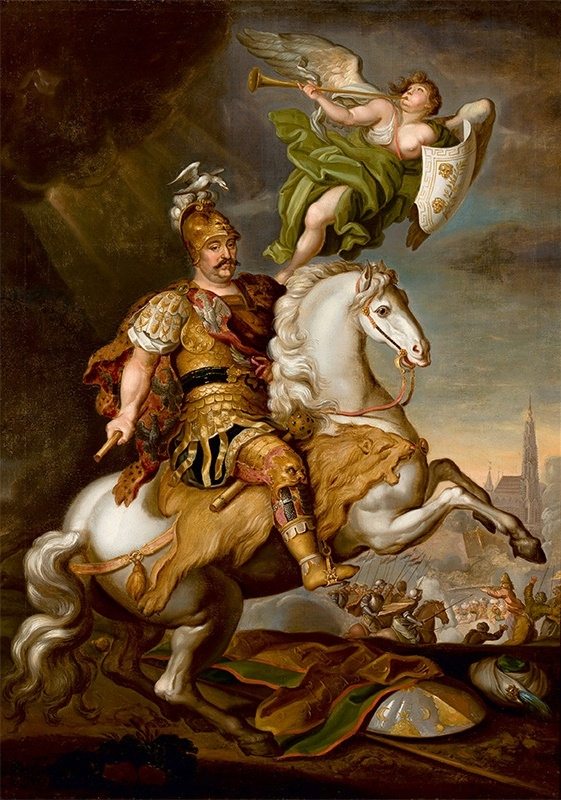
Juan III Sobieski en la batalla de Viena.

La Gran Guerra Turca comenzó en 1683, con una gran fuerza invasora de ciento cuarenta mil hombres marchando hacia Viena, que contaba con el apoyo de los nobles húngaros alzados contra los Habsburgo. Para detener la invasión, se pactó otra Liga Santa, formada por Austria y Polonia (más notablemente durante la batalla de Viena), Venecia y el Imperio ruso. Después de ganar la batalla de Viena, la Liga Santa llevó a cabo la reconquista de Hungría (Buda y Pest fueron retomadas en 1686; la defensa de la primera la había dirigido un converso al islam nacido en Suiza). Al mismo tiempo, los venecianos pusieron en marcha una expedición en Grecia, que conquistó el Peloponeso. Durante el ataque de Venecia de 1687 contra la ciudad de Atenas (ocupada por los otomanos), los otomanos convirtieron el Partenón en un almacén de municiones. Un mortero veneciano bombardeó el Partenón, detonando la pólvora almacenada en su interior y destruyéndolo parcialmente.
La guerra terminó con el Tratado de Karlowitz en 1699. Durante esta época, el príncipe Eugenio de Saboya se distinguió inicialmente en 1683 y continuó siendo el comandante austriaco más importante hasta 1718.

## Estancamiento (1699-1858)

### Siglo XVIII
La segunda guerra ruso-turca (1710-1711) tuvo lugar cerca del Prut. Fue promovida por Carlos XII de Suecia después de la derrota en la batalla de Poltava, con el fin de atar a Rusia con el Imperio otomano y ganar algo de espacio en la cada vez más díficil Gran Guerra del Norte. Los rusos fueron severamente golpeados, pero no aniquilados, y después de firmarse el Tratado de Prut el Imperio Otomano se retiró, lo que permitió a Rusia centrar sus energías en la derrota de Suecia.
Otra guerra con Austria y Venecia estalló en 1714. Austria conquistó el resto de las zonas del antiguo Reino de Hungría, que terminó con el Tratado de Passarowitz en 1718.
Una nueva guerra ruso-turca comenzó en 1735. Los austriacos se unieron al conflicto armado en 1737 y la guerra finalizó en 1739 con el Tratado de Belgrado (con Austria) y el Tratado de Niš (con Rusia).
La cuarta guerra ruso-turca empezó en 1768 y acabó en 1774 con el Tratado de Kuchuk-Kainarji.
Sin embargo, estalló otra guerra con Rusia y Austria en 1787, que concluyó para Austria con el Tratado de Sistova de 1791 y para Rusia con el Tratado de Jassy de 1792.
Napoleón Bonaparte de Francia invadió Egipto y Siria en 1798–99, pero terminó debido a la intervención británica.
La toma de Malta por Napoleón en su camino a Egipto dio lugar a una alianza inusual de Rusia y los otomanos, que resultó en una expedición naval conjunta a las Islas Jónicas. La conquista de estas islas dio lugar a la creación de la República de las Siete Islas.

### Siglo XIX
La sexta guerra ruso-turca empezó en 1806 y terminó en 1812 con el Tratado de Bucarest (1812), justo antes de la invasión de Napoleón Bonaparte a Rusia.
La Primera insurrección serbia se produjo en 1804, seguida por la Segunda insurrección serbia en 1815. Las tropas turcas se retiraron definitivamente de Serbia en 1867. En 1878, su independencia fue reconocida oficialmente por el Tratado de Berlín.
Las insurrecciones de Moldavia y Valaquia de 1821 derrotadas en junio en la batalla de Drăgășani, inicia la Revolución Griega.
La Guerra de independencia de Grecia duró desde 1821 hasta 1830. Las grandes potencias intervinieron directamente a partir de 1827, incluida Rusia. El Tratado de Adrianópolis puso fin a la guerra y Grecia logró la independencia.

## Declive (1828-1908)
- Insurrecciones en Bosnia: 1831-1836, 1836-1837, 1841, 1862.
- Guerra con Montenegro: 1852-1853.
- Octava guerra ruso-turca: 1853–1856, Guerra de Crimea, en la cual el Imperio británico y Francia lucharon junto al Imperio otomano. Terminó con el Tratado de París de 1856.
- Segunda guerra con Montenegro: 1858-1859.
- Guerra con Montenegro y Serbia: 1862.
- Rebelión de Creta: 1866-1869.
- Rebelión herzegovina de 1875.
- Rebelión búlgara: 1876.

La novena y última guerra ruso-turca se inició en 1877, el mismo año en que los otomanos se retiraron de la Conferencia de Constantinopla. Rumanía proclamó entonces la independencia y declaró la guerra a Turquía, en alianza con los serbios y búlgaros y, más tarde, con los rusos. Austria ocupó Bosnia en 1878 y el Sanjacado de Novi Pazar (hasta 1908). Los rusos y los otomanos firmaron el Tratado de San Stefano a principios de 1878. Después de las deliberaciones del Congreso de Berlín, al que asistieron todas las grandes potencias de la época, el Tratado de Berlín de 1878 confirmó varios cambios territoriales.
Mediante la Convención de Chipre del 4 de junio de 1878, se cedía el control de la isla al Reino Unido de Gran Bretaña e Irlanda.
A Rumelia Oriental se le concedió cierta autonomía en 1878, se rebeló en 1885 y se unió a Bulgaria en 1886. El imperio cedió Tesalia a Grecia en 1881. Después, Grecia atacó al Imperio otomano para ayudar a la Segunda insurrección de Creta en 1897, pero resultó derrotada.

## Disolución (1908-1922)

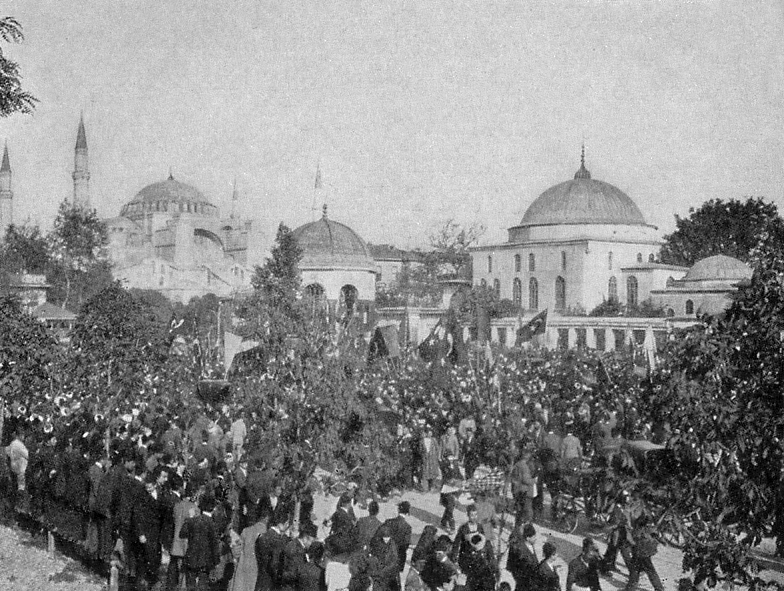
Manifestación en el distrito estambulí de Sultanahmet en 1908.

### Bulgaria
Insurrección de la Organización Interna Revolucionaria de Macedonia en el año 1903.

### 1912-1913: Guerras balcánicas
Dos guerras balcánicas, en 1912 y 1913, suceden posteriormente contra el Imperio otomano en Europa. La Liga balcánica primero conquistó Macedonia y la mayoría de Tracia en el Imperio Otomano, y luego cayó sobre el reparto del botín. Albania también declaró su independencia del Imperio otomano en 1912, después de varias rebeliones y levantamientos. Esto redujo las posesiones de Turquía en Europa (Rumelia) a sus fronteras actuales en Tracia Oriental.

### Primera Guerra Mundial
El Imperio otomano sufrió una derrota en Primera Guerra Mundial. Sin embargo, impidió a la Marina Real Británica tomar Estambul en la famosa batalla de Galípoli, finalmente derrotado en el Armisticio de Mudros. Posteriormente entre 1919-1923 se produjo la guerra de Independencia turca que terminó con el Armisticio de Mudania y el Tratado de Lausana, que supuso mejoras respecto al anterior Tratado de Sèvres de 1919.